# Boulou (langue)
Pour les articles homonymes, voir Boulou et Bulu (homonymie).
Le boulou, écrit aussi bulu, est une langue africaine, parlée principalement au Cameroun par environ 1 600 000 locuteurs, dont 800 000 personnes comme langue maternelle, les Boulou (ou Bulu). C'est la langue maternelle du président camerounais Paul Biya. Ebolowa et Sangmélima sont les deux principales villes où l'on parle le Boulou. Le bulu se parle aussi par une minorité des habitants des villages alentour de la ville de Kribi. 
Cette langue s'apparente de près au ntumu et au fang du Gabon et de Guinée équatoriale.

## Classification
Le boulou a le code A74a dans le système de référence de Guthrie, et le code 99-AUC-cm dans Linguasphere.

## Prononciation

### Voyelles
|           | Antérieur | Central | Postérieur |
| --------- | --------- | ------- | ---------- |
| Fermé     | i         |         | u          |
| Mi-fermé  | e         | ə       | o          |
| Mi-ouvert |           |         | ɔ          |
| Ouvert    |           | a       |            |

### Consonnes
|                  | Bilabial | Bilabial | Labio- dental | Labio- dental | Alvéolaire | Alvéolaire | Post- alvéolaire | Post- alvéolaire | Palatal | Palatal | Vélaire | Vélaire | Labio- vélaire | Labio- vélaire | Glottal | Glottal |
| ---------------- | -------- | -------- | ------------- | ------------- | ---------- | ---------- | ---------------- | ---------------- | ------- | ------- | ------- | ------- | -------------- | -------------- | ------- | ------- |
| Occlusif         |          | b        |               |               | t          | d          |                  |                  |         |         | k       | ɡ       | k͡p             | ɡ͡b             | ʔ       |         |
| Nasal            | m        | m        |               |               | n          | n          |                  |                  | ɲ       | ɲ       | ŋ       | ŋ       |                |                |         |         |
| Affriqué         |          |          |               |               |            |            | t͡ʃ               | d͡ʒ               |         |         |         |         |                |                |         |         |
| Fricatif         |          |          | f             | v             | s          | z          |                  |                  |         |         |         |         |                |                |         |         |
| Spirant          |          |          |               |               |            |            |                  |                  | j       | j       |         |         | w              | w              |         |         |
| Spirant latérale |          |          |               |               | l          | l          |                  |                  |         |         |         |         |                |                |         |         |

## Écriture
La langue boulou a été codifiée par les premiers missionnaires presbytériens arrivés au Cameroun. Ils en ont fait une langue d'enseignement de la doctrine protestante à l'époque coloniale. Cette langue possède un dictionnaire (français boulou/boulou français) dont l'un des auteurs est Moïse Eyinga. Le premier roman écrit en boulou est Nnanga Kôn.

## Alphabet de l'EPC
L'alphabet boulou de l'église presbytérienne du Cameroun comprend 24 lettres: a, b, d, e, f, g, h, i, j, k, l, m, n, ñ, o, ô, p, s, t, u, v, w, y, z.
Sur le plan phonétique, ces lettres se prononcent de la manière suivante.
Pour les voyelles :
« a » comme dans table, bas, as...
« e » comme dans meuble, gueule, peul...
« i » comme dans image, bile, cil...
« o » comme dans homme, or, fort...
« ô » comme dans paume, hôte, hôpital...
« u » comme dans ou, boule, hibou...
Le son « u » tel que dans mule, humus, bulle... n'existe pas en boulou. La voyelle « e » ne prend que les accents aigu « é » et grave « è ». L'accent circonflexe « ê » est inexistant.
Il existe des associations de voyelles qui produisent des sons rendus différemment en français, notamment :
- « aé » qui se lit « ail » quand elle est placée en fin de mot. Exemple, ésaé (le travail).
- « oé » qui se lit « oy » comme dans boy quand il est placé en fin de mot. Exemple : foé (la nouvelle), boé (pourrir).
- « ôé » qui est une variante de « oé » mais avec le son « ô ». Exemple : bôé (casser), mvôé (ami)

Pour les consonnes, elles sont rendues de la même façon qu'en français à l'exception de :
- « g » qui ne prend jamais la consonance « j » comme dans mange mais se prononce toujours « gue » comme dans mangue ;
- « h » qui se prononce toujours « heu » comme dans homme (le son « ch » comme dans chien n'existe pas en boulou) ;
- « j » qui se prononce « dje » ;
- « ñ » qui se prononce « ng » comme dans étang, gang..., à ne pas confondre avec le « ñ » espagnol qui est rendu en boulou par le son « nye » comme dans montagne ;
- « s » qui se prononce toujours « se » comme dans ce, sot, sale qu'il soit au début, au milieu ou à la fin d'un mot ;
- « z » qui se prononce toujours « ze » comme dans zèle, base..., il remplace le s en milieu de mot pour ce son.

Il existe des associations de consonnes particulières à la langue boulou : gbw, ngbw, kpw, nkpw.

## Alphabet PROPELCA
Le PROPELCA a aussi codé le boulou avec un alphabet basé sur l'alphabet général des langues camerounaises (AGLC). Celui-ci utilise les lettres ‹ ə ›, ‹ ŋ ›, ‹ ɔ ›.
| Majuscules | A | B | C | D | E | Ə | F | I | J | K | L | M | N | Ŋ | NY | O | Ɔ | S | T | U | V | Y | Z | ʼ |
| Minuscules | a | b | c | d | e | ə | f | i | j | k | l | m | n | ŋ | ny | o | ɔ | s | t | u | v | y | z | ʼ |